# Victoria Vetri
Victoria Vetri, auch Angela Dorian oder Victoria Rathgeb (* 26. September 1944 in San Francisco), ist ein US-amerikanisches Model und eine Schauspielerin.

## Leben
Vetri ist die Tochter italienischer Einwanderer und wuchs in Hollywood auf, wo ihre Eltern einen Nachtclub betrieben. Sie studierte Kunst am Los Angeles City College und wurde Fotomodell. Zudem besuchte sie eine Schauspielschule und wählte den Künstlernamen „Angela Dorian“.
1963 gab sie ihr Filmdebüt als Eingeborenenmädchen in Könige der Sonne. 1968 war sie eine der Hauptfiguren in Roman Polańskis Schocker Rosemaries Baby. In diesem Film wird sie als Gag von Mia Farrow mit einer berühmten Schauspielerin namens Victoria Vetri verwechselt, worauf sie später unter diesem ihrem echten Namen auftrat. 1969 spielte sie in dem Hammer-Film Als Dinosaurier die Erde beherrschten leicht bekleidet die weibliche Hauptrolle, doch nach der geringen Resonanz dieser Produktion stagnierte ihre Karriere. Sie wirkte danach in zahlreichen Serienepisoden mit.

### Privates
1980 wurde Vetri bei einem Gewaltakt in ihrem Haus in Hollywood schwer verletzt.
Seit 1986 ist sie in vierter Ehe mit Bruce Rathgeb verheiratet. Aus ihrer ersten Ehe hat sie einen Sohn (* 1963).
Vetri wurde im Oktober 2010 verhaftet und wegen versuchten Mordes an ihrem Ehemann angeklagt. Sie plädierte auf nicht schuldig. Im September 2011 wurde sie zu 9 Jahren Gefängnis verurteilt. Im April 2018 erfolgte ihre vorzeitige Entlassung.

## Filmografie (Auswahl)
- 1963: Könige der Sonne (Kings of the Sun)
- 1967: Chuka
- 1967: Käfig voller Helden (Hogan’s Heroes) (Episode „Der Crittendon-Plan“)
- 1968: Rosemaries Baby (Rosemary's Baby)
- 1969: Das Geheimnis der Puppe (The Pigeon)
- 1970: Als Dinosaurier die Erde beherrschten (When Dinosaurs Ruled the Earth)
- 1970: Flucht nach San Diego (Night Chase)
- 1973: Invasion der Bienenmädchen (Invasion of the Bee Girls)